# روي يوجين ديفيس
روي يوجين ديفيس (بالإنجليزية: Roy Eugene Davis)‏ هو كاتب مقالات أمريكي، ولد في 9 مارس 1931 في ليفيتسبورغ في الولايات المتحدة، وتوفي في 27 مارس 2019.